# Callyspongia rautenfeldi
Callyspongia rautenfeldi är en svampdjursart som först beskrevs av Topsent 1928.  Callyspongia rautenfeldi ingår i släktet Callyspongia och familjen Callyspongiidae. Inga underarter finns listade i Catalogue of Life.